# سعود فتح
سعود فتح الكثيري (مواليد 16 أغسطس 1980) هو لاعب سابق في نادي الاتحاد القطري أو ما يسمى حالياً بنادي الغرافة. انضم لقائمة منتخب آسيا لعام 1999. يعمل حالياً كمدير كرة لنادي الغرافة. لعب سابقاً كمدافع لنادي الغرافة واحترف في النمسا وتحديداً في نادي رابيد فيينا.
وأختير كأفضل لاعب في مباريات الفريق النمساوي أكثر من مرة. لعب في الريان والسد لفترات قبل أن يعتزل.

## روابط خارجية
- سعود فتح على موقع الاتحاد الدولي (مؤرشف)  (الإنجليزية)
- سعود فتح على موقع قاعدة بيانات كرة القدم.إي يو (الإنجليزية)
- سعود فتح على موقع ناشيونال فوتبول تيمز (الإنجليزية)
- سعود فتح على موقع عالم كرة القدم.نت (الإنجليزية)
- سعود فتح على موقع كووورة